# هايدكي فوجي
هايدكي فوجي (باليابانية: 藤井秀樹؛ بالكانا: ふじい ひでき) هو مصور ياباني، ولد في 28 أغسطس 1934 في طوكيو في اليابان، وتوفي في 3 مايو 2010.

## وصلات خارجية
- هايدكي فوجي على موقع ميوزك برينز (الإنجليزية)